# نازارت داغاواریان
نازارت داغاواریان (ارمنی: Նազարեթ Տաղավարյան; انگلیسی: Nazaret Daghavarian؛ ۱۸۶۲–۱۹۱۵) یک پزشک، بزرشناس و فعال اجتماعی اهل ارمنستان غربی بود. داغاواریان یکی از قربانیان نسل‌کشی ارمنی‌ها می‌باشد. وی مؤلف آثار علمی در زمینه‌های پزشکی، مذهبی و تاریخی بوده است.

## زندگی‌نامه
داغاواریان در سباستیا در ارمنستان غربی، امپراتوری عثمانی به دنیا آمد. وی از دانشگاه پاریس فارغ‌التحصیل شد. نازارت داغاواریان مدیر ارشد مدارس ارمنیان استان سباستیا بود و سپس «مدرسه آرامیان» و «بیمارستان سورپ ساویور» در استانبول را اداره نمود. وی توسط مقامات ترک دستگیر شد و با میانجیگری سفارت فرانسه آزاد شد و در سال ۱۹۰۵ میلادی به قاهره نقل مکان نمود. وی در آنجا به عنوان پزشک و معلم مشغول به کار شد. در سال ۱۹۰۹ میلادی پس از انقلاب ترکان جوان به استانبول بازگشت و به عنوان نماینده در مجلس عثمانی و کمیته مرکزی ملی ارمنیان برگزیده شد. وی در روز ۲۴ آوریل ۱۹۱۵ در استانبول دستگیر شد و در مسیر تبعیدگاه کشته شد.